# Melevisione
(citazione tratta da Melevisione, cresci! - 1999)
Melevisione (o La Melevisione) è stato un programma televisivo per bambini trasmesso su Rai Tre dal 1999 al 2010 e su Rai Yoyo dal 2011 al 2015.

## Il programma
Il programma è ambientato nel Fantabosco, un regno fiabesco popolato da personaggi come folletti, gnomi, principi, principesse, re, regine, streghe, fate, lupi, balie, cuochi, gatti, gazze, maghi, geni, ladri, buffoni di corte, orchi, giganti, draghi, pirati e artisti.
Ogni episodio della Melevisione, che inizialmente fungeva anche da programma contenitore di cartoni animati, è incentrato sulle avventure dei personaggi sottocitati, che ruotano tutte intorno a un tema preciso. Inoltre ogni episodio contiene generalmente anche una canzone o una manualità e una filastrocca.
Il protagonista del programma è stato nelle prime sei stagioni il folletto Tonio Cartonio, interpretato da Danilo Bertazzi, poi sostituito da Milo Cotogno, interpretato da Lorenzo Branchetti.

## Produzione
La Melevisione inizia il 18 gennaio 1999. La trasmissione andava in onda dal centro di produzione Rai di Torino ed è nato da un'idea di Mussi Bollini, Mela Cecchi e Bruno Tognolini scritta con Janna Carioli, Venceslao Cembalo, Lorenza Cingoli, Martina Forti, Pierluigi Pantini, Lucia Franchitti, Luisa Mattia e Armando Traverso. Le musiche erano prodotte da Aldo Valente, Paolo Serazzi e Livio Brescia.

### Rai Tre (1999-2010)
La collocazione all'interno del palinsesto del canale è rimasta immutata per otto stagioni consecutive, occupando la fascia del primo pomeriggio.
Un episodio rimasto nella memoria collettiva riguarda la 107ª puntata della 3ª stagione, dal titolo Tanti auguri a te, che andò in onda in replica l'11 settembre 2001 e alle 15:33 venne interrotta bruscamente da Peppi Franzelin che annunciava un'edizione straordinaria del TG3 riguardante gli appena avvenuti attentati alle Torri Gemelle. Questo fatto è stato citato dai Pinguini Tattici Nucleari in Scrivile scemo.
Inizialmente la Melevisione consiste in un contenitore di cartoni animati: ogni puntata, infatti, era intervallata con serie animate come Papà castoro, Bob aggiustatutto, La Pimpa, Babalous, Lupi, streghe e giganti, Plonsters e Il pianeta di Pipsqueak, il che portava il programma ad avere una durata complessiva di circa tre quarti d'ora. A partire dalla sesta stagione la Melevisione diventa un programma a sé stante, mentre la fascia dei cartoni viene anticipata al programma, che prende il titolo di Melevisione e le sue storie e continuerà fino al 2005. Con lo spostamento dei cartoni animati all’infuori del programma, da questa stagione nello Sputapallin si trovano filastrocche.
La nona e la decima stagione e la prima parte dell'undicesima (andate in onda rispettivamente dal 25 dicembre 2006 al 29 novembre 2007, dal 30 novembre 2007 al 24 novembre 2008 e dal 9 febbraio al 12 maggio 2009) vanno in onda all'interno del contenitore Trebisonda, presentato dal 2006 all'estate del 2008 da Danilo Bertazzi.
Dal 5 settembre 2009, con l'inizio della seconda parte dell'undicesima stagione e subito dopo della dodicesima stagione, la Melevisione va in onda prima del programma Trebisonda e del GT Ragazzi.

### Rai Yoyo (2011-2015)
Dal 23 maggio 2011, dopo qualche mese dalla cancellazione della TV dei ragazzi da parte di Rai 3, la Melevisione va in onda su Rai Yoyo, dove ritorna con la tredicesima stagione che, contando solo 45 episodi, è anche la più corta per numero di puntate. Dal 19 dicembre 2011 va in onda, sempre su Rai Yoyo, la quattordicesima stagione del programma.
Per la prima volta, dal 3 giugno all'8 settembre 2012 vanno in onda i 98 episodi della serie I Classici della Melevisione, nella quale vengono riproposte, in prima serata alle 20.30, dal lunedì alla domenica, le puntate e gli episodi ritenuti più importanti percorrendo la storia dalla prima all'ultima edizione. In questo ambito, le puntate delle prime stagioni vanno in onda senza i cartoni animati.
Lunedì 25 febbraio 2013 è iniziata la messa in onda la quindicesima stagione della Melevisione (su Rai Yoyo dalle 16:15 alle 16:40 circa). Questa edizione ha presentato grandi novità per la presenza di tantissimi personaggi di passaggio che sono andati ad arricchire il cast per partecipare ad un grande avvenimento finale: una festa a corte che radunerà gli artisti di tutti i Regni di Fiaba.
La sedicesima stagione della Melevisione viene confermata ed è trasmessa dal 28 aprile 2014 su Rai Yoyo alle 16:15, con una durata di soli 9-14 minuti ad episodio e con una scenografia ridotta, più semplice e diversa dall'originale. Le ambientazioni usate in questa stagione sono inizialmente due: il chiosco ed il bosco. A queste si riaggiunse poi l'antro di Strega Varana. Spariscono tutte le altre ambientazioni (casa di Milo, reggia con relativo giardino, grotta degli orchi, cucina, fiume, ponte, pozzo...) così come il bosco viene notevolmente ridotto. Lo Sputapallin, che da questa stagione serve per far riascoltare le canzoni delle vecchie edizioni, scambia il posto con l'Albero dei Messaggi, le manualità non vengono più eseguite e le ricette di Cuoco Danilo vengono realizzate al chiosco di Milo o nel bosco tramite una cucina portatile. La seconda parte della stagione è trasmessa dal 13 settembre 2014 il sabato alle 8:30 e la domenica alle 8:45 con doppio episodio. È la prima volta che il programma viene trasmesso in prima visione di mattina e nel weekend.
La diciassettesima e ultima stagione della Melevisione va in onda dal 20 dicembre 2014 con la medesima durata e collocazione oraria della stagione precedente; lo Sputapallin e l'Albero dei Messaggi tornano ai loro posti originari. Il 2 maggio 2015 vengono mandati in onda gli ultimi due episodi.
Alcune puntate delle ultime due stagioni del programma vanno in onda in replica in versione radiofonica tra il 2017 e il 2018 su Rai Radio Kids con la narrazione di Armando Traverso. Il programma è ancora in onda su Rai Yoyo con le repliche delle edizioni passate.

### Ventesimo anniversario (2019)
In occasione del ventesimo anniversario del programma, avvenuto il 18 gennaio 2019, Rai Yoyo, tenendo conto di tutti gli autori del programma, decide di trasmettere la maratona Melevisione - 20 anni, che ha compreso 13 episodi della Melevisione, dalle 21:05 alle 2:15 di notte, segnando lo 0,5% di share. Gli episodi in questione sono:
1. Con la carta si può! - remake (1999)
2. Melevisione, cresci! (2003)
3. Un folletto partirà (2004)
4. Vento di bugia (2004)
5. La chiave di vetro (2004)
6. Ridarella contagiosa (2005)
7. Il segreto di Fata Lina - remake (2007)
8. Dalla padella alla brace (2007)
9. I semi di Perfezia (2008)
10. Lo straniero (2010)
11. Il giornale stregato (2010)
12. L'uovo del drago (2011)
13. Il grande giorno (2011)

Per l'occasione Rai Ragazzi ha anche allestito negli studi Rai di Torino (quelli che ospitavano il programma), dal 26 ottobre al 3 novembre 2019, la mostra 20 anni di Melevisione, che ha riscosso un notevole successo.

## Personaggi
Conduttori del programma:
- Tonio Cartonio (stagioni 1-6), interpretato da Danilo Bertazzi.
- Milo Cotogno (stagioni 6-17), interpretato da Lorenzo Branchetti.

Tonio (a destra) e Milo (a sinistra), i due folletti del Fantabosco

Oltre a Milo Cotogno, questi sono i personaggi presenti nel programma fino all'ultima stagione del 2015:
- Lupo Lucio (stagioni 2-17), interpretato da Guido Ruffa.
- Principessa/Regina Odessa (stagioni 2-17), interpretata da Carlotta Iossetti.
- Principe/Re Giglio (stagioni 4-17), interpretato da Enrico Dusio.
- Fata Lina (stagioni 4-17), interpretata da Paola D'Arienzo.
- Balia Bea (stagioni 4-17) interpretata da Licia Navarrini.
- Strega Varana (stagioni 6-17), interpretata da Zahira Berrezouga.
- Vermio Malgozzo (stagioni 6-17), interpretato da Riccardo Forte.
- Orchessa Orchidea (stagioni 8-17), interpretata da Barbara Abbondanza.
- Orco Manno (stagioni 9-17), interpretato da Diego Casalis.
- Cuoco Danilo (stagioni 14-17), interpretato da Danilo Bertazzi.
- Gnomo Martino (stagioni 14-17), interpretato da Armando Pizzuti.
- Gatta Sibilla (stagioni 14-17), interpretata da Ilaria Fratoni.
- Leo degli Elfi (stagioni 15-17), interpretato da Luca Avallone.
- Principessa Belinda (stagioni 15-17), interpretata da Maria Valentina Principi.

## Puntate
Di seguito, nella tabella, sono riportate le informazioni riguardanti le varie stagioni, con il reindirizzamento alle singole pagine.
| Stagione                 | Nº tot. | Inizio           | Fine             | Rete televisiva |
| ------------------------ | ------- | ---------------- | ---------------- | --------------- |
| Prima stagione           | 103     | 18 gennaio 1999  | 27 giugno 1999   | Rai Tre         |
| Seconda stagione         | 162     | 11 ottobre 1999  | 27 agosto 2000   | Rai Tre         |
| Terza stagione           | 161     | 16 ottobre 2000  | 18 maggio 2001   | Rai Tre         |
| Quarta stagione          | 127     | 5 novembre 2001  | 10 maggio 2002   | Rai Tre         |
| Quinta stagione          | 144     | 28 ottobre 2002  | 13 giugno 2003   | Rai Tre         |
| Sesta stagione           | 165     | 6 ottobre 2003   | 18 giugno 2004   | Rai Tre         |
| Settima stagione         | 144     | 1º novembre 2004 | 17 giugno 2005   | Rai Tre         |
| Ottava stagione          | 156     | 10 ottobre 2005  | 13 giugno 2006   | Rai Tre         |
| Nona stagione            | 130     | 25 dicembre 2006 | 29 novembre 2007 | Rai Tre         |
| Decima stagione          | 135     | 30 novembre 2007 | 24 novembre 2008 | Rai Tre         |
| Undicesima stagione      | 100     | 9 febbraio 2009  | 10 dicembre 2009 | Rai Tre         |
| Dodicesima stagione      | 128     | 21 dicembre 2009 | 6 settembre 2010 | Rai Tre         |
| Tredicesima stagione     | 45      | 23 maggio 2011   | 22 luglio 2011   | Rai Yoyo        |
| Quattordicesima stagione | 100     | 19 dicembre 2011 | 8 giugno 2012    | Rai Yoyo        |
| Quindicesima stagione    | 100     | 25 febbraio 2013 | 4 novembre 2013  | Rai Yoyo        |
| Sedicesima stagione      | 75      | 28 aprile 2014   | 29 novembre 2014 | Rai Yoyo        |
| Diciassettesima stagione | 70      | 20 dicembre 2014 | 2 maggio 2015    | Rai Yoyo        |

- Nel corso degli anni sono stati realizzati alcuni episodi speciali con il patrocinio dei Ministeri dei trasporti, della pubblica istruzione, della sanità e dell'ambiente e di Amnesty International.[28]
- Nel corso della quinta stagione il 29 dicembre 2002 viene trasmessa una puntata speciale in prima serata su Rai Tre intitolata Una sorpresa per il re, dedicata al Natale e al cinema, che rappresenta uno dei pochi episodi nel quale presenzia tutto il cast al completo. In coda allo stesso viene mandato in onda in prima visione il lungometraggio animato Kirikù e la strega Karabà.[29]
- I Classici della Melevisione è una raccolta dei 98 episodi più iconici del programma; essi infatti, ripercorrono la storia del programma dalla prima stagione alla quattordicesima inclusa. Andarono in onda nell'estate 2012 dal 3 giugno all'8 settembre in prima serata alle 20.30 dal lunedì alla domenica su Rai Yoyo. Le puntate delle prime serie sono andate in onda prive dei cartoni animati.[10][11]
- Il 18 gennaio 2019, in occasione del 20º anniversario di Melevisione, Rai Yoyo ha proposto una lunga maratona di tredici episodi intitolata Melevisione - 20 anni, prendendo in considerazione tutti gli autori della storia del programma.[22][24]

### Appuntamenti del pescedì
Le puntate “normali” venivano regolarmente intervallate da una rubrica che veniva trasmessa ogni venerdì ("pescedì" in lingua fantaboschina), quando la trasmissione "regolare" non andava in onda:
- Il diario di Tonio Cartonio / Il diario della Melevisione: dalla seconda alla sesta stagione andava in onda, ogni venerdì, Il diario di Tonio Cartonio, divenuto, con l'arrivo di Milo Cotogno, Il diario della Melevisione. I due folletti luminosi raccontavano allo spettatore gli avvenimenti della settimana.
- La giostra di Re Quercia: andava in onda, ogni venerdì, dalla settima all'ottava stagione, in sostituzione dell'appuntamento del Diario. Il re, attraverso una giostra magica, raccontava ogni volta allo spettatore un episodio passato avvenuto al Fantabosco attraverso un tema sempre diverso. La giostra venne poi donata a Gipo Scribantino e l'appuntamento venne quindi sostituito, dalla nona stagione, con Le Cronache del Fantabosco.
- Le cronache del Fantabosco: dalla nona alla decima stagione, dunque, ogni venerdì, il folletto Milo Cotogno raccontava attraverso la Melevisione un episodio passato avvenuto al Fantabosco, al fine di ricordare appunto "Le cronache del Fantabosco" in un libro consegnatoli da Re Quercia.
- Melevisione racconta: durante l'undicesima stagione, invece, ogni venerdì, il folletto Milo Cotogno parlava di un tema ben preciso, attraverso due canzoni e una manualità fatte vedere dalla Melevisione.
- Le merende di Balia Bea: durante la dodicesima stagione Balia Bea, ogni venerdì, raccontava nella cucina del castello un episodio passato avvenuto al Fantabosco e nel frattempo preparava una squisita merenda.
- Le ricette di Melevisione: dalla quattordicesima stagione, è infine il nuovo cuoco di corte Cuoco Danilo che ogni venerdì, in compagnia di un amico del Fantabosco, preparava un'originale ricetta nella cucina del castello. Dalla sedicesima stagione, a causa dei tagli nei confronti della scenografia[16], le ricette di Cuoco Danilo vengono realizzate al chiosco di Milo o nel bosco tramite una cucina portatile. Il palinsesto del "pescedì" venne poi modificato quando il programma iniziò ad essere trasmesso nel weekend e quando quindi iniziarono ad essere proposti due episodi insieme.

Da ricordare che invece il sabato ("sorbolo"), e successivamente anche la domenica ("domelica"), andava in onda il Videogiornale del Fantabosco (successivamente Le storie di Gipo), dove, basandosi su un tema ben preciso, lo gnomo giornalista Gipo Scribantino scriveva un "numero speciale" del suo Giornale del Fantabosco e raccontava parti di alcuni episodi passati avvenuti al Fantabosco.

## Il Fantabosco
Il Fantabosco è, tra tutti i Regni di Fiaba, il Regno di Fiaba in cui è ambientata la Melevisione. È popolato da personaggi fiabeschi come folletti, gnomi, principi, principesse, re, regine, streghe, fate, lupi, balie, cuochi, gatti, gazze, maghi, geni, ladri, buffoni di corte, orchi, giganti, draghi, pirati e artisti.
Regina Odessa, figlia di Re Quercia, e Re Giglio di Calicanto regnano sul Fantabosco e su Calicanto d'Oriente dal giorno del loro matrimonio, avvenuto nel corso della quattordicesima edizione del programma.

### Storia del Fantabosco
Di seguito, è riportata la genealogia della Quercia ("genealogia Requerciana"), ovvero la casata reale che regna sul Fantabosco da quando il primo discendente, Re Equiseto, lo liberò dal male.
- Regina Odessa, figlia di Re Quercia, detto il Fiabesco, e di Regina Mimosa di Calicanto d'Oriente, regna sul Fantabosco e su Calicanto d'Oriente insieme a Re Giglio, detto Chiarocuore il Giovane, figlio di Re Garofano e di Regina Ginestra di Calicanto.
- Re Quercia, detto il Fiabesco, è figlio di Re Olmo, detto il Favoloso, e di Reginotta Begonia.
- Re Olmo è figlio di Re Salice, detto il Ridente, e di Reginotta Gerania.
- Re Salice è figlio di Re Faggio, detto il Fantastico, e di Reginotta Pervinca Blu.
- Re Faggio è figlio di Re Cedro, detto il Luminoso, e di Regina Margherita la Semplice.
- Re Cedro è figlio di Re Cembro, detto il Risplendente, e di Regina Ninfea d'Oltracque.
- Re Cembro è figlio di Re Ulivo, detto Guardia del Sole, e di Regina Bucaneve dei Regni del Nord.
- Re Ulivo è figlio di Re Equiseto, detto l'Antichissimo, e di Regina Felce Primitiva.
- Dei Re che regnarono prima di Re Equiseto s'è perso il nome e la memoria. E meglio così perché pare fossero Draghi, che per millenni oscuri hanno regnato solo sui loro medesimi incendi. (Riadattamento di Bruno Tognolini)[7].

### Geografia del Fantabosco
Di seguito, è fornita la descrizione geografica del Fantabosco.
Attualmente il Fantabosco è composto dalla Piana del Re, dove sorge il castello della Quercia: poco più in là vi sono la Torre Scribantina (dove Gipo Scribantino scrive il Giornale del Fantabosco), che svetta su alcune colline, la Grotta di Drago Focus, il Villaggio degli Gnomi, la Scuola Elementina, la Radura del Chiosco, la casa di Milo, l'Antro della Strega, il Fiume Fiorito (che è un affluente del Grande Fiume Salato) il quale sfocia nel Laghetto, la casa di Fata Lina, il Pozzo, il Bosco, la Radura dei Piumipioppi, la Radura dei Castori, la Radura delle Betulle, la Radura dei Lamponi, la Tana del Lupo e la Grotta degli Orchi.
Il regno del Fantabosco confina:
- a Nord con Fittaforesta e con Orchiburghia, oltre i quali si estendono i Regni delle Fiabe del Nord, dove si erge la Montagna di Fuoco;
- a Nord-Est con il Picco Malvento;
- ad Ovest con Boscovicino. Ad Ovest di Boscovicino c'è Città Laggiù[N 10];
- a Sud con i Regni delle Fiabe del Sole e con le Terre Vallifonde. A Sud, oltre le Terre Vallifonde, si estendono Regni ancora inesplorati;
- e infine, ad Est con Oltracque, da cui proviene Fata Lina, e con Calicanto d'Oriente, da cui proviene il Principe Giglio. Il confine ("la Radura dei Re"[7]) tra quest'ultimo e il Fantabosco è sparito dopo il matrimonio tra Re Giglio e Regina Odessa nella quattordicesima edizione[N 8][30]. Nella quindicesima stagione sparisce anche il confine con Oltracque, che si unisce al Fantabosco mantenendo però lo stesso assetto politico.[senza fonte]

### Valuta
La moneta di scambio al Fantabosco è il lillero, il cui nome è un'evidente storpiatura della parola lira. Nel 2001, con l'introduzione dell'euro, il lillero viene sostituito dall'eurolillero. Successivamente, comunque, in una puntata della 6ª stagione, Milo legge sul Giornale del Fantabosco che Re Quercia ha deciso di tornare al lillero per semplificarne il nome, pur rimanendo una "moneta europea".
Nella 17ª stagione sono entrate in uso al Fantabosco le "cartalillere", ovvero banconote dal valore di 10 lilleri ciascuna.

### Linguaggio
Nel Fantabosco i personaggi, pur parlando in italiano, utilizzano spesso termini diversi da quelli usati a Città Laggiù.
Ecco alcuni esempi:

#### Giorni
- Fioredì: lunedì
- Moredì: martedì
- Lamponedì: mercoledì
- Pignedì: giovedì
- Pescedì: venerdì
- Sorbolo: sabato
- Domelica: domenica

#### Mesi
- Nevaio: gennaio
- Mascheraio: febbraio
- Profumoso: marzo
- Nuovile: aprile
- Rosile: maggio
- Lampadas: giugno
- Sudone: luglio
- Leone: agosto
- Passero: settembre
- Castagno: ottobre
- Fungaio: novembre
- Ultimo: dicembre

#### Stagioni
- Pignavera: Primavera
- Solestizia: Estate
- Boscorosso: Autunno
- Neverno: Inverno

#### Numeri
Il sistema numerico in uso al Fantabosco è quello pignico su base decimale. Più precisamente:
- 0 - pero, 1 - uno, 2 - bue, 3 - re, 4 - gatto, 5 - pingue, 6 - lei, 7 - mette, 8 - sotto, 9 - dove, 10 - ceci,
- 11 - giudici, 12 - codici, 13 - medici, 14 - melodici, 15 - indici, 16 - credici, 17 - pignestrette, 18 - pigneotto, 19 - pignenuove, 20 - denti[N 13]
- 21 - denti-uno, 22 - denti-bue, 23 - denti-re, ..., 30 - menta
- 40 - quercianta, 50 - quinquaglia, 60 - sestipla, 70 - settipla, 80 - ottavola, 90 - nonnanta, 100 - lento
- 1.000 - millanta, 1.000.000 - un maglione, 1.000.000.000 - un biliardo[senza fonte]

## Pubblicazioni
Di seguito, sono elencate alcune delle pubblicazioni, edite da varie case editrici, avvenute nel corso degli anni.
Pubblicazioni degli autori della Melevisione: Rai Eri e Gallucci
- Filastrocche e canzoni della Melevisione (Mela Cecchi, Bruno Tognolini - Rai Eri, 1999)[32]
- Le filastrocche della Melevisione (Bruno Tognolini - Gallucci 2011)[33]
- Le filastrocche della Melevisione (Bruno Tognolini - Gallucci, 2015)[34]
- Il Diario di Tonio Cartonio (Mela Cecchi, Bruno Tognolini, Janna Carioli, Martina Forti, Venceslao Cembalo - Rai Eri, 2000)[35][36]
- Un Fantabosco a Città Laggiù. In viaggio con Tonio Cartonio dentro la Melevisione (Mela Cecchi - Rai Eri, 2000)[37][38]

Rai Eri: Fare la Melevisione
Tra il 2003 e il 2004, sono stati pubblicati tre libri all'interno della collana Fare la Melevisione, una collana edita da Rai Eri e scritta da Venceslao Cembalo per far allestire, costruire, ricreare e mettere in scena le avventure del Fantabosco. Tutti e tre i volumi sono stati muniti di un breve racconto che spiega la trama della vicenda e poi, come un vero testo teatrale, lo sviluppo degli accadimenti, scena per scena, insieme alle schede per costruire gli oggetti necessari alla rappresentazione e ad un CD con le canzoni della puntata.
- Fare la Melevisione: Un Natale da re (Venceslao Cembalo - Giunti, 2003)
- Fare la Melevisione: Il Re delle Maschere (Venceslao Cembalo - Giunti, 2003)
- Fare la Melevisione: L'uovo misterioso (Venceslao Cembalo - Giunti, 2003)

Giunti: Collana Melevisione
Negli anni, la casa editrice Giunti ha pubblicato diversi volumi all'interno della collana Melevisione:
- Il Libro Nero di Strega Salamandra (Giunti, 2002)
- Il Manuale di Tonio Cartonio e dei Folletti Luminosi (Giunti, 2003)
- Alla corte di Re Quercia. Con Principe Giglio e Principessa Odessa (Giunti, 2004)
- Lupo Lucio, Orco Rubio, Strega Varana. Malefatte, dispetti e sortilegi (Giunti, 2004)
- Il Libro Magico di Fata Lina (Giunti, 2005)
- Il domino del Fantabosco. Da costruire senza forbici né colla (Giunti, 2005)
- Il Regno del Fantabosco. Un lungo viaggio con gli amici di Melevisione (Giunti, 2005)
- Accipigna che anno! (Giunti, 2005)
- Eccoci qua! (Giunti, 2005)
- Gioco con la Melevisione insieme a Milo, Nina e Strega Varana (Giunti, 2005)
- Milo Cotogno. Gioco con le mani (Giunti, 2005)
- Fata Lina e Gnomo Ronfo. Gioco con la natura (Giunti, 2005)
- Strega Varana. Gioco con la magia (Giunti, 2005)
- Principessa Odessa. Gioco con la danza e con la stoffa (Giunti, 2005)
- Fantabosco da ritagliare (Giunti, 2003)

De Agostini: Melevisione: Storie e avventure dal Fantabosco
Nel 2007, all'interno della collana Melevisione: Storie e avventure dal Fantabosco, sono stati pubblicati da De Agostini con la coproduzione di Rai Trade alcuni episodi del programma sotto forma di DVD.
Storie del Fantabosco: la collana di episodi speciali creata da scrittori e psicologi
Alcuni degli episodi speciali sono stati inseriti nella collana Storie del Fantabosco, realizzata secondo i principi della NPO (Narrativa Psicologicamente Orientata) e finalizzata alla promozione dell'educazione emotiva in età evolutiva. La collana, edita da Erickson, è stata creata dagli scrittori-psicologi Alberto Pellai e Barbara Tamborini con la collaborazione del programma:
- Il segreto di Fata Lina. Per una prevenzione dell'abuso sessuale in età pre-adolescenziale (2008), con l'episodio omonimo
- Vi lasciate o mi lasciate? Come spiegare ad un figlio la separazione dei genitori (2009), con l'episodio I dolori di Nina
- Perché non ci sei più? Accompagnare i bambini nell'esperienza del lutto (2011), con l'episodio La sposa di Grifo

Altre pubblicazioni
- Il gioco della Melevisione (Editrice Giochi, 2000)[42]
- Le figurine della Melevisione (Rai Trade, 2002)
- Le figurine della Melevisione (Rai Trade, 2004)
- Le canzoni della Melevisione (Rai Trade e Clean Lyrics, 2007)
- Melevisione. Il libro delle canzoni (Curci, 2007)
- L'episodio 21 dell'ottava stagione, intitolato Chi ha paura del lupo cattivo, è stato doppiato anche in lingua inglese, con il titolo Who's Afraid of the Big Bad Wolf.[43]
- In occasione dell'emergenza sanitaria del 2020, alcuni personaggi del programma hanno collaborato alla campagna lanciata sul profilo Instagram di Lorenzo Branchetti, che ha interpretato dal 2004 fino al termine del programma il folletto Milo Cotogno. Il cast si è così riunito in un video, con l'intento, nella speranza di un ritorno alla normalità, di veicolare un unico messaggio: rimanere a casa.[44][45]

## Il tour
Nel 2002, con la co-produzione di Premiere Produzioni e su licenza di Rai Trade, la Melevisione ha iniziato ad andare in tour per l'Italia mettendo in scena dei veri e propri spettacoli dal vivo riscuotendo anche moltissimo successo nei teatri e nei palasport italiani:
1. Il Fantabosco delle fiabe (2002-2003)[46] con: Tonio Cartonio (o Balia Bea), Principe Giglio, Fata Lina, Genio Abù Zàzà ed Orco Rubio.
2. Melevisione a Città Laggiù (2004-2005)[48] con: Milo Cotogno, Fata Lina, Strega Varana, Vermio Malgozzo e con la partecipazione speciale di Tonio Cartonio.
3. Misteriosa avventura al Fantabosco (2006-2008)[49] con: Milo Cotogno, Balia Bea, Strega Varana, Vermio Malgozzo e Lupo Lucio.
4. Il mistero delle fiabe rubate (2009-2012)[50] con: Milo Cotogno, Lupo Lucio, Strega Varana, Fata Lina e Vermio Malgozzo.
5. Invito al Fantabosco - 15 anni con Melevisione (2013)[13][51] con: Milo Cotogno, Lupo Lucio, Balia Bea, Amina Lucente, Vermio Malgozzo, Strega Varana, Fata Lina, Gnomo Martino, Regina Odessa, Re Giglio, Cuoco Danilo, Orco Manno, Orchessa Orchidea e Gatta Sibilla.

In alternativa al vero e proprio tour teatrale, sono stati realizzati nel corso degli anni anche degli "incontri-spettacoli" dalla durata più breve e incentrati sulla trattazione di alcune tematiche:
| Titolo dell'incontro       | Personaggi presenti                                                                           | Tema             |
| -------------------------- | --------------------------------------------------------------------------------------------- | ---------------- |
| Milo e il tesoro del libro | Milo Cotogno e Strega Varana (o Lupo Lucio)                                                   | I libri          |
| La paura non c'è più       | Lupo Lucio, Principessa Odessa (o Fata Lina) e con la partecipazione speciale di Milo Cotogno | La paura         |
| Alla ricerca del Melecanto | Milo Cotogno, Principessa Odessa, Vermio Malgozzo                                             | La musica        |
| Pappabumbi!                | Balia Bea e Orco Manno (o Orchessa Orchidea)                                                  | Alimentazione    |
| Non sporcate il Fantabosco | Milo Cotogno, Fata Lina e Vermio Malgozzo                                                     | Rifiuti-ecologia |

## Spin-off
Il programma ha dato vita ad alcuni spin-off:

### Melevisione e le sue storie
Melevisione e le sue storie (1999 - 2005) è un programma nato quasi in contemporanea con la Melevisione. Inizialmente consisteva in una trasmissione contenente repliche accorciate di puntate della serie regolare. Successivamente al suo interno venivano replicate alcune puntate con dei cartoni animati diversi e successivamente, quando la Melevisione smise di essere un contenitore di serie animate, divenne invece una trasmissione che conteneva due cartoni animati, e precedeva la serie vera e propria. Venne sostituito prima da Treddì e poi da Trebisonda, all'interno del quale veniva trasmessa anche la stessa Melevisione.

### Il Videogiornale del FantaboscoeLe storie di Gipo
Il Videogiornale del Fantabosco (2003 - 2011, 2013) è un programma ambientato nella Torre Scribantina del Fantabosco, dove vive il protagonista Gipo Scribantino (interpretato da Oreste Castagna), direttore del giornale Il Fantabosco. In ogni episodio il suddetto personaggio scrive, basandosi su un tema ben preciso, un "numero speciale" del suo giornale, facendo riferimento anche a fatti accaduti in passato nel Fantabosco della Melevisione.
Questa serie ha dato a sua volta vita a uno spin-off, intitolato Le storie di Gipo (2011 - 2017), con lo stesso protagonista ma talora con caratteristiche diverse.